# Don Jordan (Boxer)

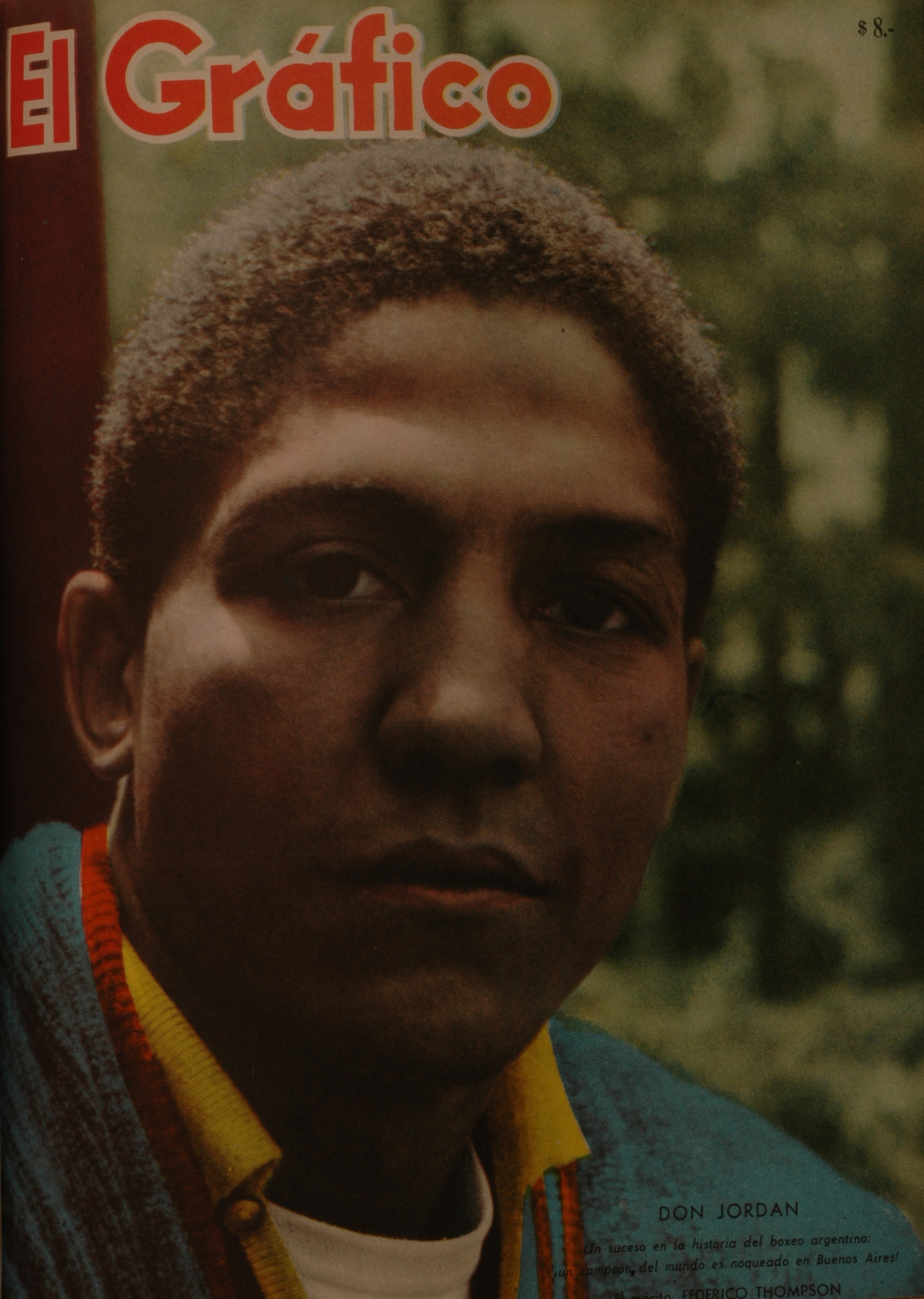
Don Jordan

Don Jordan (* 22. Juni 1934 in Los Angeles, USA; † 13. Februar 1997) war ein US-amerikanischer Boxer im Weltergewicht. 

## Profikarriere
Im Jahre 1953 begann er erfolgreich seine Profikarriere. Am 5. Dezember 1958 boxte er gegen Virgil Akins um den universellen Weltmeistertitel und siegte nach Punkten. Diesen Gürtel verlor er am 27. Mai 1960 an Benny Paret durch einstimmige Punktrichterentscheidung.
Im Jahre 1962 beendete Jordan seine Karriere.